# Seututie 135
Pour les articles homonymes, voir Route 135.
La route régionale 135 (finnois : Seututie 135) ou route de l'aéroport (finnois : Lentoasemantie) est une route régionale allant du Boulevard périphérique III à Vantaa jusqu'à l'aéroport d'Helsinki-Vantaa à Vantaa en Finlande,,.

## Présentation
La seututie 135 est une route régionale d'Uusimaa.
C'est la route la plus importante pour acheminer le trafic vers l'aéroport d'Helsinki-Vantaa.
Le carrefour avec feux tricolores de Tikkurilantie a été remplacé par un échangeur dans le cadre des travaux d'amélioration du Kehä III. 
Dans le même contexte, l'échangeur entre le Kehä III et Lentoasemantie a été renové afin que le trafic en direction de l'aéroport puisse s'écouler sans interruption. 
Les travaux de construction ont commencé en 2013 et se sont achevés fin 2015.